# Carl Kjersmeier
Carl Ludvig Vilhelm Römer Nutzhorn Kjersmeier, född 14 december 1889, död 16 juni 1961, var en dansk afrikanist och författare.
Carl Kjersmeier avlade juristexamen och blev därefter sekreterare i Københavns Byret, 1939–1945 var han fullmäktig där. Vid sidan av sin tjänst ägnade sig Kjersmeier åt studiet av afrikansk konst, och blev en internationellt erkänd specialist på afrikanska skulpturer och kom att äga den största privatsamlingen av sådan föremål (2.000 stycken) som han samlade under resor i Europa samt under en expedition till Franska Västafrika 1931–1932. Bland hans skrifter märks Paa Fetischjagt i Afrika (1932, svensk översättning 1935), Centres de style de la sculpture nègre africaine (4 volymer, 1935–1938), Negerskulptur (1946), Afrikanske Negerskulpturer (1947, även med engelsk text), Ashanti-Vægtlodder (1948), Ny Guineas Kunst (1948), Afrikansk Negerdigtning (1948, samma år på svenska och norska). Kjersmeier översatte även exotisk lyrik, bland annat Kærlighedens Almagt. 100 eksotiske Digte fra fire Verdensdele (1949) och utgett några samlingar av egna dikter.